# 普盧姆洛夫

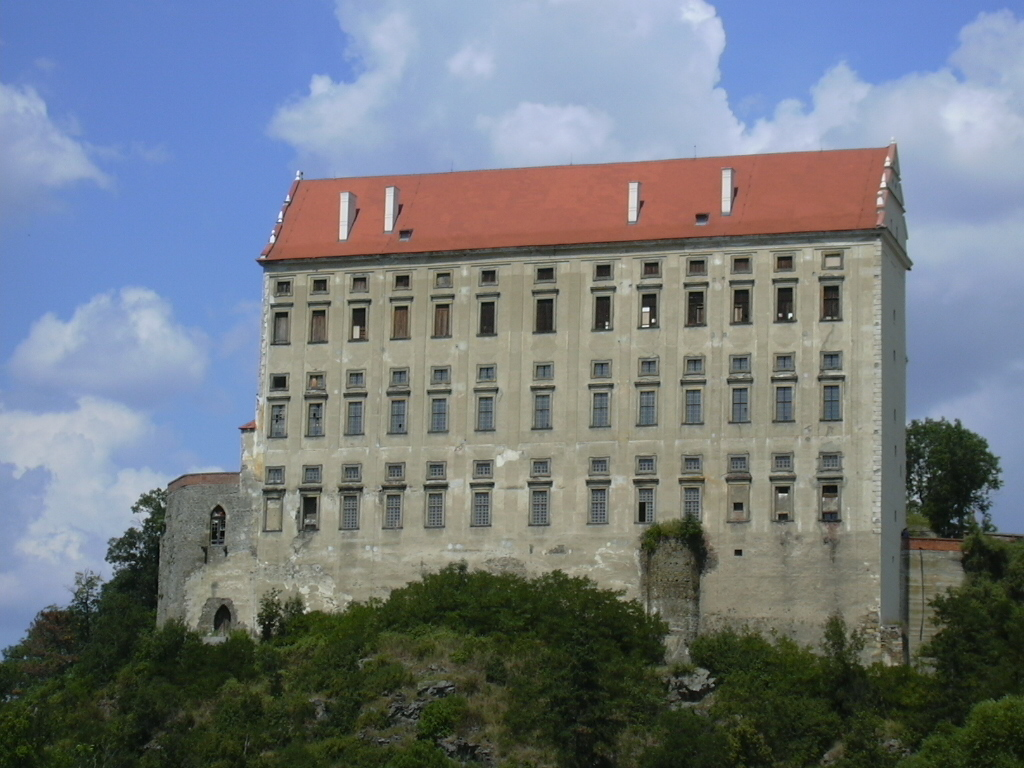

普盧姆洛夫是捷克的城鎮，位於該國東部，距離普羅斯捷約夫8公里，由奧洛穆克州負責管轄，面積11.51平方公里，海拔高度308米，2006年人口2,449。

## 外部連結
- Official website